# Labubu
Labubu (kinesiska: 拉布布) är en kinesisk leksak som blivit en global framgång och ett samlarobjekt. Labubu är en liten docka med spetsiga tänder och stort huvud. Dockan är från början en karaktär i den kinesiska bokserien The Monsters och skapades av den kinesiske konstnären Kasing Lung. Labubu produceras och säljs av det kinesiska företaget Pop Mart, men säljs också av ett stort antal återförsäljare runt om jorden.
Labubu har blivit en stor framgång globalt, vilket bland annat beror på att dockan marknadsförts av K-popstjärnan Lisa, Rihanna, Kim Kardashian och David Beckham. Den stora efterfrågan har inneburit att priset på dockorna hos återförsäljarna ökat kraftigt, inte minst under 2025. Populariteten har också inneburit att många försöker tjäna pengar genom att sälja fejkdockor.

## Bakgrund
Figuren Labubu skapades av konstnären Kasing Lung (född 1972). Lung föddes i Hongkong och växte upp i Utrecht, Nederländerna, för att senare flytta till Antwerpen i Belgien. Labubu var ursprungligen en rollfigur i Lungs bokserie The Monsters, berättelser som tagit inspiration av skandinavisk folktro och nordiska sagor.